# Agalychnis saltator
Espèce
Statut de conservation UICN

 LC  : Préoccupation mineure
Statut CITES
Agalychnis saltator est une espèce d'amphibiens de la famille des Phyllomedusidae.

## Répartition
Cette espèce se rencontre au Costa Rica, au Nicaragua et au Honduras. Elle est présente entre 15 et 1 300 m d'altitude.

## Description
Les mâles mesurent de 34 à 54 mm et les femelles de 57 à 66 mm.
L'holotype de Agalychnis saltator, un mâle, mesure 44 mm et la seule femelle décrite par l'auteur mesurait 52 mm. Cette espèce a la face dorsale vert foncé et la face ventrale jaune orangé. Son œil est rougeâtre.

## Étymologie
Son nom d'espèce vient du latin saltator, « sauteur ».

## Publication originale
- Taylor, 1955 : Additions to the known herpetological fauna of Costa Rica with comments on other species. No. II. Kansas University Science Bulletin, vol. 37, no 1, p. 499-575 (texte intégral).